# Скворчиха (Ишимбайский район)
Скворчи́ха (баш. Скворчиха) — село в Ишимбайском районе Башкортостана, административный центр Скворчихинского сельсовета.

## Географическое положение
Находится у места впадения в р. Юргашку, её притоков Юргабаш и Искизьма, на территории села в р. Юргабаш впадает р.Сергутлан.
В 3 км. от села расположен исток реки Елги (Цынгаф-Елги, Малой Елги).
Расстояние до:
- районного центра (Ишимбай): 18 км,
- ближайшей ж/д станции (Салават): 36 км.

## Геология и палеонтология
Береговые обрывы Юргабаша возле села содержат обнажения пород уржумского и северодвинского ярусов пермского периода. В уржумских алевролитах и известняках обнаружены окаменелости остракод родов Paleodarwinula и Prasuchonell (sic). В глинистых, песчаных и алевролитовых породах также найдены обуглившиеся остатки растений.

## История
Основано в 1742 году, по другим данным (Энциклопедия «Башкортостан») в 1-й пол. XIX в. как поселение при Верхоторском заводе.
Названо по фамилии управляющего Скворцова (по другим данным — помещицы Т. О. Скворцовой). Фиксировалось также под названием Алакулан (от гидронима баш. Алаҡолон, буквально — пёстрый жеребец, река Кулан протекает в двух километрах к северу от Скворчихи).
Ревизская сказка д. Скворчиха (Алакулан), 8 ревизия. стр. 138:
«Тысяча восемь сот тридцать четвертого года апреля первого дня Оренбургской губернии Стерлитамакского уезда при судний к Верхоторскому медеплавильному заводу деревни Скворчихи (которая именовалась Алакуланом) госпожи штатс-дамы Ея Императорского Величества и кавалерственной дамы Екатерины Александровны Пашковой о состоящих мужского и женского пола направе помещечьих крестьян».
До революции действовали училище, земская школа. При основании села основная деятельность сельчан связана была с Верхоторским заводом, занимались углежжением, а также земледелием и пчеловодством.
В 1906 г. зафиксированы бакалейная лавка, мельница, хлебозапасный магазин, часовня.

## Население
| 1865 | 1906  | 1920  | 1939  | 1959 | 1989 |
| ---- | ----- | ----- | ----- | ---- | ---- |
| 692  | ↗1020 | ↗1309 | ↗1539 | ↘687 | ↘489 |
| 2002 | 2009  | 2010  |       |      |      |
| ↘441 | ↗492  | ↘459  |       |      |      |

Национальный состав
Согласно переписи 2002 года, преобладающая национальность — русские (70 %), башкиры (25%); татары (5%)

## Инфраструктура
В селе шесть улиц, где находится 191 двор.
| - Верхняя - Заречная | - Ключевая - Нижняя | - Центральная - Школьная |

## Образование
- Скворчихинская средняя общеобразовательная школа.

## Связь
- Отделение "Почты России".

## Медицина
- Фельдшерско-акушерский пункт.

## Экономика
- Сельхозпредприятие «Колос».

## Культура
- Сельский клуб, (закрыт с 2007 года)
- Сельская библиотека.

## Религия
В селе есть православная церковь блаженной Варвары Скворчихинской.

## Достопримечательности
- Скворчихинские курганы — открыты в 1970 на правом берегу р. Селеук.

## Известные уроженцы
- Варвара Скворчихинская (20 ноября 1890 — 14 февраля 1966) — затворница, русская православная святая, блаженная.
- Мурахтина, Нина Петровна (11 октября 1923 — 14 июля 1989) — пекарь, рационализатор, Герой Социалистического Труда.